# Егзон Белица
Егзон Белица (алб. Egzon Belica; Струга, 3. септембар 1990) македонски је фудбалер. Игра на позицији одбрамбеног играча, а тренутно наступа за Приштину.